# Thysanoprymna hampsoni
Thysanoprymna hampsoni är en fjärilsart som beskrevs av Paul Dognin 1907. Thysanoprymna hampsoni ingår i släktet Thysanoprymna och familjen björnspinnare. Inga underarter finns listade i Catalogue of Life.